# Not a Pop Song
Not a Pop Song è un singolo del gruppo musicale britannico Little Mix pubblicato il 9 ottobre 2020.

## Tracce
1. Not a Pop Song – 2:59

## Classifiche
| Classifica (2020) | Posizione massima |
| ----------------- | ----------------- |
| Irlanda           | 37                |
| Regno Unito       | 49                |